# Brachyolene seriemaculata
Brachyolene seriemaculata là một loài bọ cánh cứng trong họ Cerambycidae.